# Krzysztof Lausch
Krzysztof Lausch (ur. w sierpniu 1954, zm. 28 kwietnia 2014 w Poznaniu) – polski pedagog specjalny, współtwórca programu nauczania religii w polskich szkołach specjalnych.

## Życiorys
Przez 22 lata był dyrektorem Zespołu Szkół Specjalnych nr 103 w Poznaniu przy ul. Rycerskiej. Inicjator powstania w 1995 szkolnego oddziału dla dzieci niepełnosprawnych przy ul. św. Floriana w Poznaniu. Wprowadził w tych placówkach wielospecjalistyczną diagnozę indywidualnego przypadku na podstawie której układano spersonifikowane programy terapii i nauczania dzieci. Był współtwórcą programu nauczania religii w szkołach specjalnych. Twórca znaków pomagających dzieciom niepełnosprawnym intelektualne przeżywanie katolickiej mszy, a także systemu wspomagającego zrozumienie istoty Pierwszej Komunii Świętej. W latach 2000-2004 był członkiem Rady Osiedla Św. Łazarz w Poznaniu. Odznaczony został Medalem Komisji Edukacji Narodowej oraz Medalem „Ad Perpetuam Rei Memoriam”. Zmarł po ciężkiej chorobie. Pochowany 2 maja 2014 na cmentarzu Górczyńskim w Poznaniu.